# Messias Targino
Messias Targino este un oraș în Rio Grande do Norte (RN), Brazilia.